# Stenosiphonium parviflorum
Stenosiphonium parviflorum är en akantusväxtart som beskrevs av T. Anders.. Stenosiphonium parviflorum ingår i släktet Stenosiphonium och familjen akantusväxter. Inga underarter finns listade i Catalogue of Life.